# Salix udensis
Salix udensis là một loài thực vật có hoa trong họ Liễu. Loài này được Trautv. & C. Meyer miêu tả khoa học đầu tiên.

## Hình ảnh

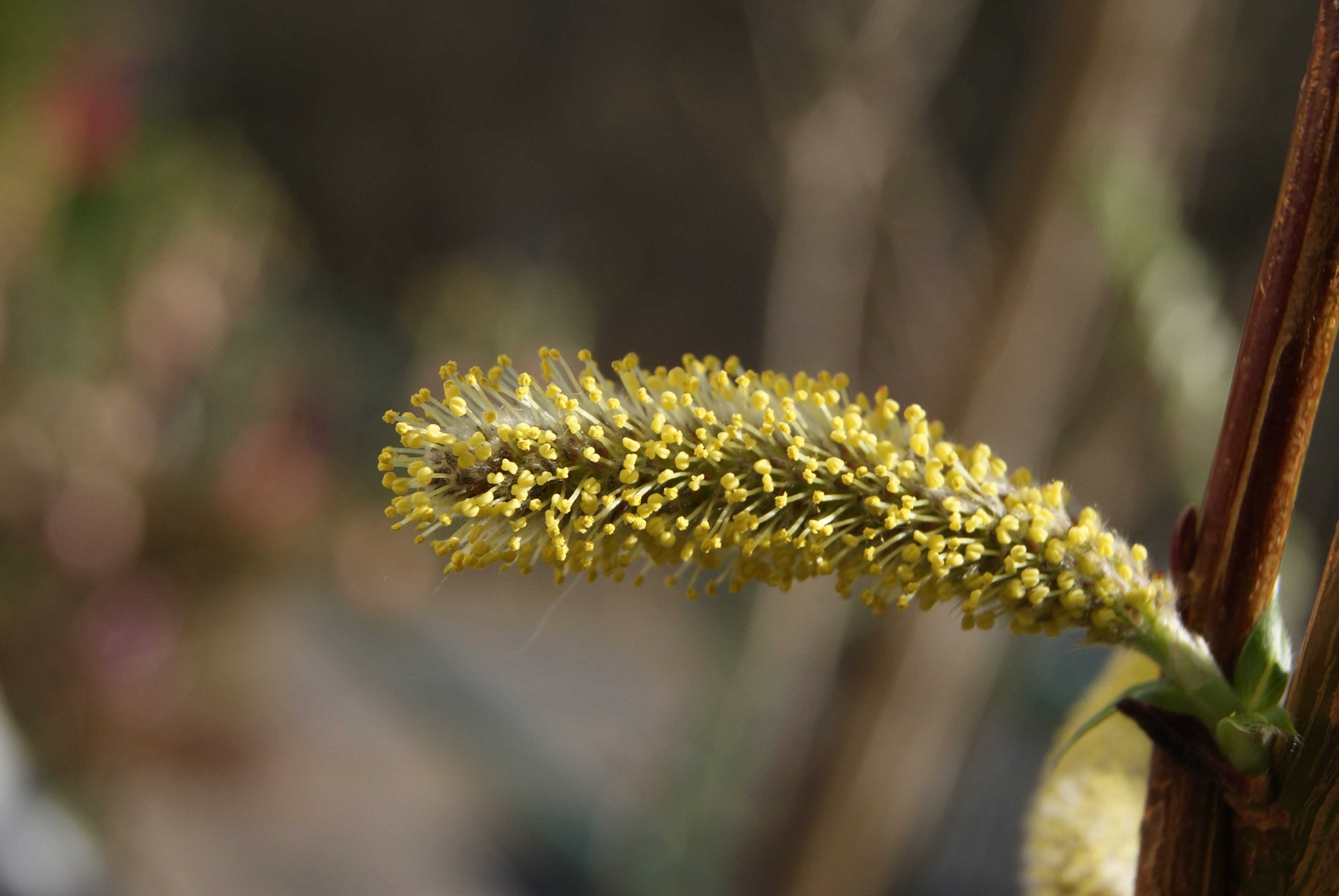
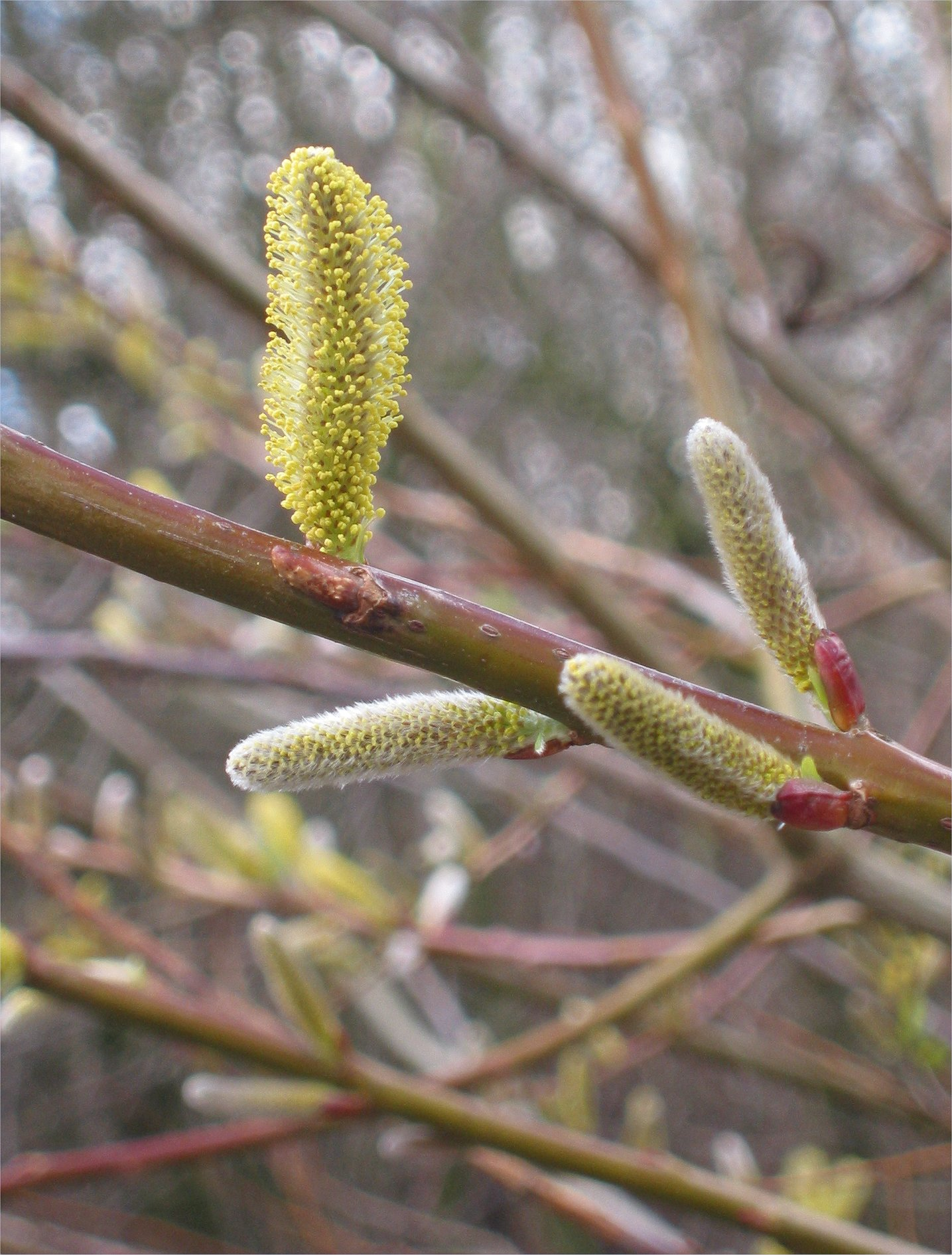
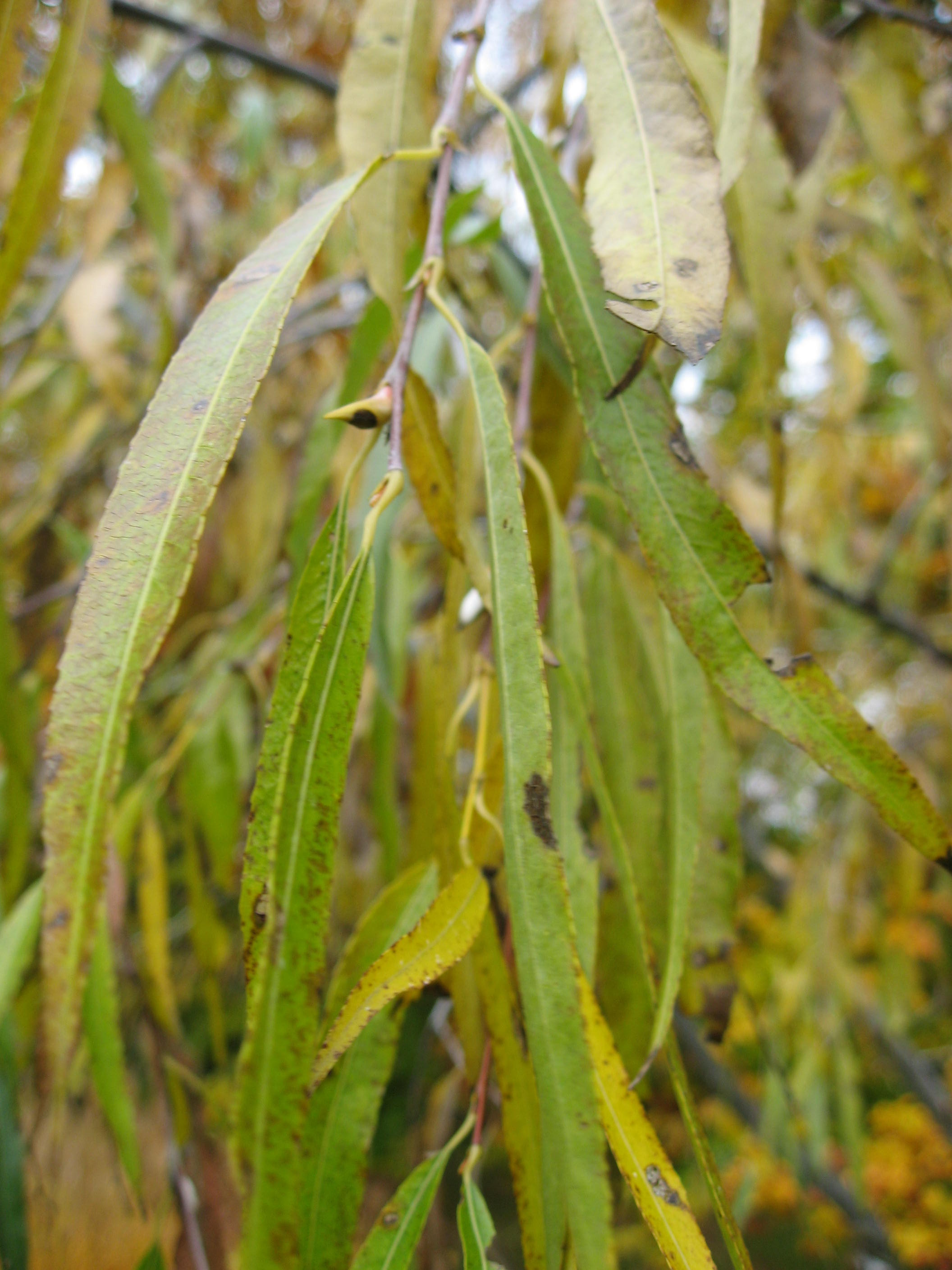
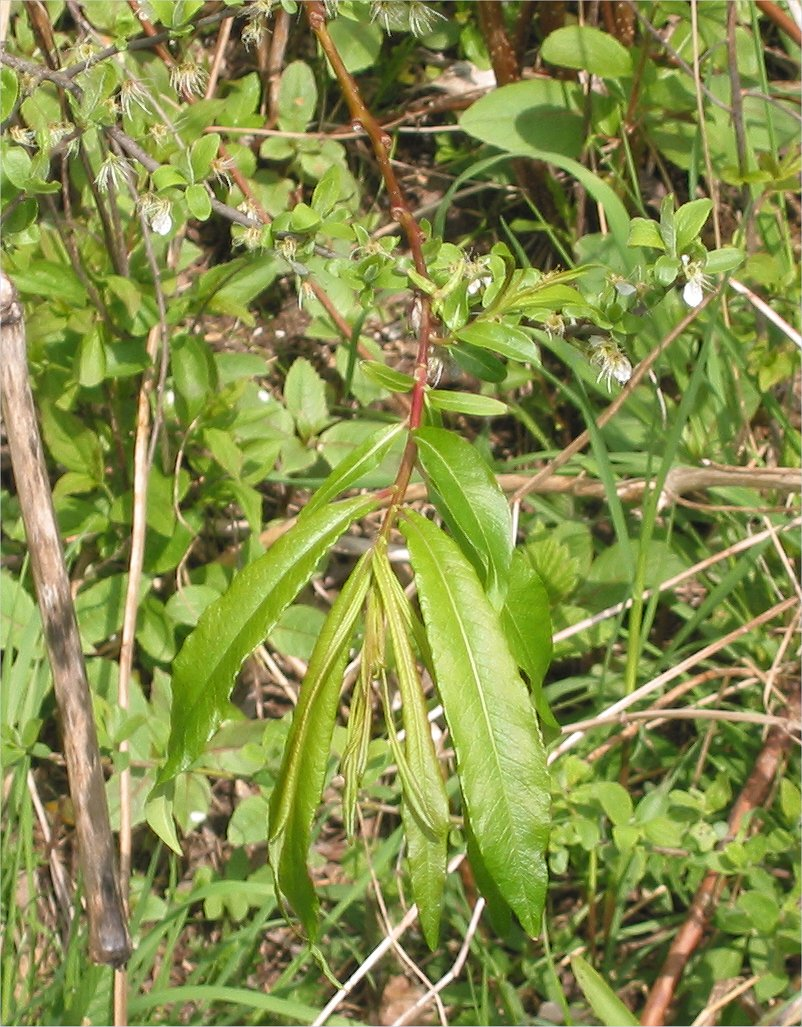